# Haus der Natur Cismar
Das Haus der Natur ist ein Naturkundemuseum in Cismar in Schleswig-Holstein. 

## Sammlungs- und Forschungsgebiete
In 11 Ausstellungsräumen werden Mineralien, Fossilien und präparierte Tiere wie Vögel, Insekten und Säugetiere ausgestellt. 
Ein Schwerpunkt liegt in der Sammlung und Ausstellung von Schnecken und Muscheln. 
Im Haus der Natur sind etwa 5000 verschiedene Molluskenarten ausgestellt. 
Damit verfügt das Museum über die größte Ausstellung von Weichtieren in Deutschland (Muschelmuseum). 
Die weit umfangreichere Forschungssammlung der Schnecken und Muscheln im Haus der Natur – Cismar umfasst mehrere Millionen Exemplare. 
Das Haus der Natur – Cismar ist internationale Forschungsstätte für Mollusken und Ansprechpartner für alle Fragen, die Weichtiere betreffen. 
Seit 1993 ist es Kontakt- und Vorstandsadresse für die Deutsche Malakozoologische Gesellschaft, die als internationale Fachgesellschaft seit 1868 die deutschsprachigen Weichtierwissenschaftler verbindet.
Darüber hinaus ist das Haus der Natur vom Land Schleswig-Holstein als Bildungseinrichtung für Nachhaltigkeit zertifiziert.

## Geschichte
Das Haus der Natur wurde 1979 eröffnet. 
1995 zog das Museum in ein größeres Gebäude, den ehemaligen Lindenhof, um. 
Ein Förderverein wurde 1991 gegründet.
Das 40-jährige Jubiläum des Hauses der Natur wurde in einer Festveranstaltung am 30. Juni 2019 gefeiert.

## Ehrungen
- Die Gründer des Museums, Marie-Luise und Ottfried Wiese, wurden am 5. September 2002 für ihre jahrzehntelange ehrenamtliche Arbeit zugunsten der naturkundlichen Bildung und Forschung in Schleswig-Holstein mit dem Bundesverdienstkreuz ausgezeichnet.[4]
- Der Kreis Ostholstein verlieh am 2. Dezember 2009 seinen Kulturpreis 2009 an das Haus der Natur für die besonderen Verdienste um die Pflege der Naturkunde mit dem Aufbau und dem Betrieb eines naturkundlichen Museums.[5]
- Der derzeitige Leiter des Museums, Vollrath Wiese, wurde am 28. Juni 2011 für seine ehrenamtliche wissenschaftliche Arbeit als Sachverständiger des Bundesumweltministeriums im Sinne des Washingtoner Artenschutzübereinkommens und als Vorsitzender der Deutschen Malakozoologischen Gesellschaft mit dem Verdienstkreuz am Bande des Verdienstordens der Bundesrepublik Deutschland ausgezeichnet.[6]

## Veröffentlichungen
Das Haus der Natur Cismar publiziert die Schriften zur Malakozoologie aus dem Haus der Natur - Cismar (ISSN 0936-2959). Diese privat herausgegebene Zeitschrift ist offen für Themen aller Fachgebiete der Malakozoologie; sie erscheint in unregelmäßiger Folge mit ein bis zwei Heften pro Jahr.